# 小泉親彦
小泉 親彦（こいずみ ちかひこ、1884年（明治17年）9月9日 - 1945年（昭和20年）9月13日）は、日本の政治家、陸軍軍人（陸軍軍医）。陸軍軍医中将従四位勲一等。兄の小泉親治は海軍少将。

## 略歴
旧鯖江藩士小泉親正の三男として福井県に生まれる。東京開成中学、旧制第六高等学校を経て、1908年（明治41年）12月に東京帝国大学医科大学を卒業した。1921年（大正10年）に医学博士の学位を受ける。
陸軍軍医学校教官、同軍医監を経て、1932年（昭和7年）に近衛師団軍医部長に就任する。1933年（昭和8年）、陸軍軍医学校校長を務めたのち1934年（昭和9年）、陸軍軍医総監（陸軍中将相当官）となり陸軍省医務局長に就任した。1937年（昭和12年）、官名が陸軍軍医総監から陸軍軍医中将に改められた。階級としては、軍医中将は軍医として最高位である。1940年（昭和15年）、勲一等旭日大綬章受章。1941年（昭和16年）7月、第3次近衛内閣で厚生大臣に就任、次の東條英機内閣でも留任した。1944年（昭和19年）7月21日、貴族院勅選議員に就任。
1945年（昭和20年）9月、戦争犯罪容疑者として連合国軍最高司令官総司令部から出頭を命じられるが、連合国軍の取り調べを拒否し、古式にならって白装束で割腹自殺を遂げた。享年62。墓所は青山霊園。

## 人物
陸軍省医務局長在任中、大日本帝国陸軍で初めてBCG接種を実施し、結核予防に効果を挙げるなど、先駆的な人物として知られた。また、厚生省の設置にも尽力し、厚生年金保険制度を創設するとともに国民皆保険を唱えた。

## 栄典
位階
- 1929年（昭和4年）12月28日 - 正五位
- 1934年（昭和9年）3月15日 - 従四位[5]

勲章
- 1941年（昭和16年）9月13日 - 勲一等瑞宝章[6]

## 逸話
- 学生時代に試験の答案をドイツ語で筆記したところ、教官から不遜な態度と認識され席次が首席から2位に落ちたという[1]。
- 厚生官僚であった灘尾弘吉は小泉について「大きな夢を描く偉大さがあった」と評している[4]。